# Andreyan Zakharov
Andrejan Dmitrievič Zacharov (em russo:  Андрея́н Дми́триевич Заха́ров; São Petersburgo, 19 de agosto de 1761 — São Petersburgo, 8 de setembro de 1811) foi um arquiteto russo, um dos principais expoentes da arquitetura neoclássica na Rússia, entre os mais representativos do estilo império, alternando também com o ecletismo.

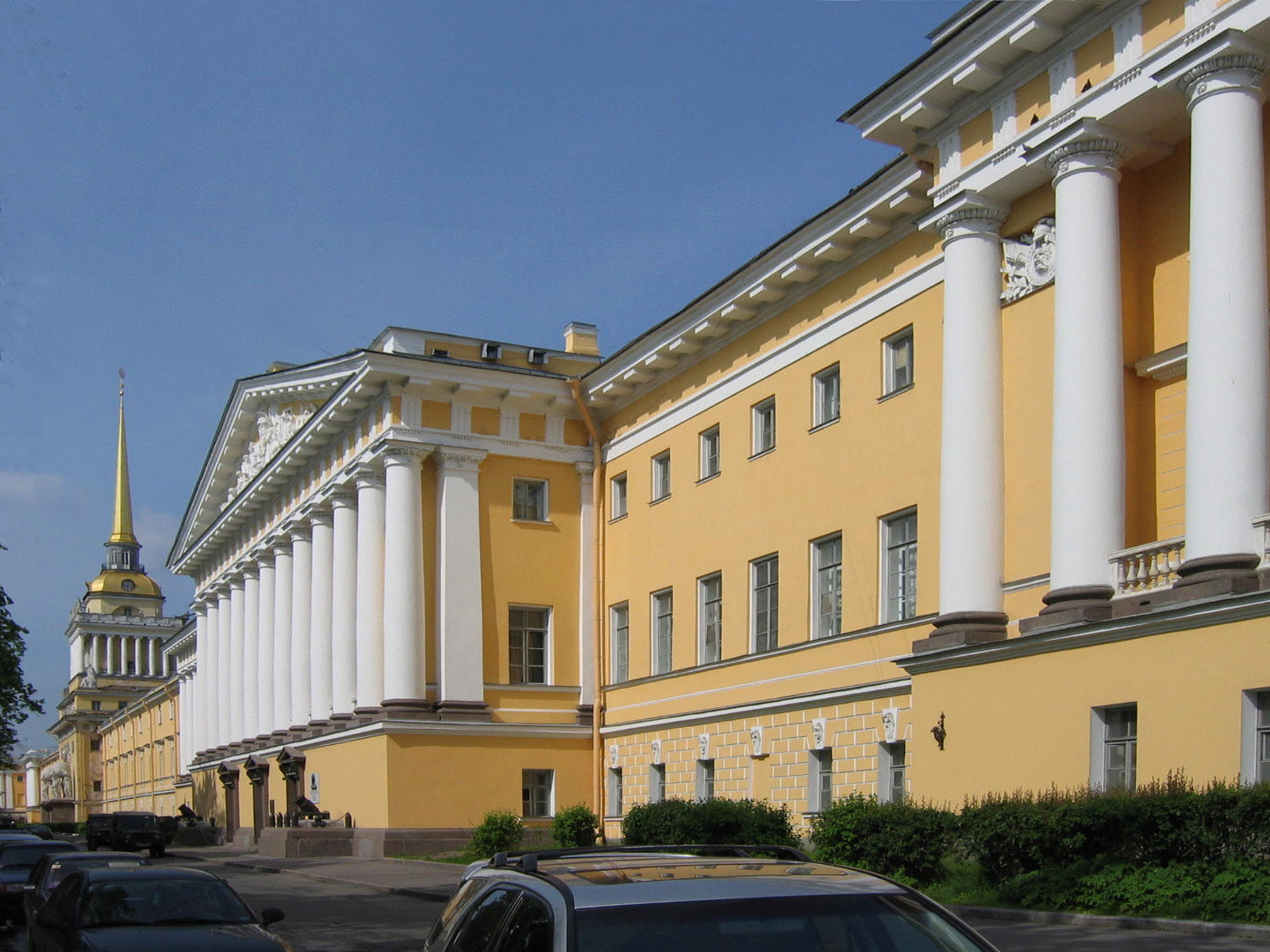
Palácio do Almirantado de São Petersburgo.

Formou-se na sua cidade natal, na Academia de Artes da Rússia, e posteriormente em Paris com Jean Chalgrin. No início do século XIX, foi contratado para projetar o palácio do Almirantado de São Petersburgo, construído entre 1806 e 1823.
Sepultado no Cemitério Smolensk.